# Trichopilia peruviana
Trichopilia peruviana är en orkidéart som beskrevs av Friedrich Fritz Wilhelm Ludwig Kraenzlin. Trichopilia peruviana ingår i släktet Trichopilia och familjen orkidéer. Inga underarter finns listade i Catalogue of Life.